# Alessandro Longo
Alessandro Longo (Amantea, Calabria, 31 de diciembre de 1864 - Nápoles, Campania, 3 de noviembre de 1945) fue un músico y compositor italiano.
Fue discípulo de Beniamino Cesi y Paolo Serrao, siendo aún muy joven fue nombrado profesor de piano del Conservatorio de Nápoles, donde tuvo discípulos como Tito Aprea, Aldo Ciccolini o Lya De Barberiis. En Bolonia fundó el Circolo Scarlatti y la Società del Quarteto y en esa misma ciudad editó la revista mensual Arte pianístico.
Sus composiciones son de un acentuado estilo clásico y muchas de ellas afortunadas imitaciones de los antiguos compositores italianos, aunque en ellas sea claramente perceptible la influencia de los compositores alemanes. 
Publicó numerosas obras para piano:
- Un cuarteto
- Un quinteto
- Algunas suites
- Una edición revisada en 11 cuadernos, de las obras de Domenico Scarlatti, y varias series de composiciones pianísticas de antiguos maestros italianos.